# Pro Evolution Soccer 6
Pro Evolution Soccer 6 (poznatiji kao World Soccer: Winning Eleven 10 i World Soccer: Winning Eleven X za Xbox 360 u Japanu i Južnoj Koreji, Winning Eleven: Pro Evolution Soccer 2007 u Sjedinjenim Američkim Državama) je video igra koju je razvio i objavio Konami. Objavljena je 2006. za sledeće platforme: PlayStation 2, Xbox 360, i PC, a kasnije i za Nintendo DS i PlayStation Portable, Pro Evolution Soccer 6 je šesto izdanje Pro Evolution Soccer serije za PlayStation 2, drugo za PlayStation Portable i četvrto za personalne računare . To je prva video igra koja je doživela premijeru na Nintendu DS i na Xbox 360. Xbox 360 verzija ima poboljšanu grafiku, ali je zadržan gejmplej kao i na drugim sličnim platformama. Mod za editovanje je skinut sa Xbox 360 premijere, zbog vremenskog ograničenja. Grafika video igre na personalnim računarima ne podržava sledeću generaciju grafike za 360 ali će i dalje biti direktna konverzija grafike od PlayStation 2 grafike.
Licenca Bundeslige je trebalo da bude glavna odlika ove igre ali je Konami bio primoran da je ukloni, što znači da Bundesliga nije predstavljena u PES-u 6, kao ni većina nelicenciranih klubova, sa izuzetkom FC Bayern Munich koji je kompletno licenciran kao izuzetak zbog njihovog sponzora na dresovima T-Home. Od tada sledeće video igre nisu imale Bundesligu i u njima je prisustvo nemačkih timova ograničeno na listu njih nekoliko koji su se pojavljivali u posebnim sekcijama (kao timovi u UEFA Lige Šampiona bez njihovih nacionalnih prvenstava).

## Nove opcije

### International Challenge Mode
PES 6 je prvi u seriji PES-a koji je uveo ovaj mod. Obično je ovo viđeno u japanskoj verziji - Winning Eleven - gde igrate kao Japan i njih vodite kroz kvalifikacije do Internacionalnog Kupa gde pokušavate da pobedite. Na PES-u, naravno možete izabrati bilo koju naciju čiji tim se nalazi u ponudi. Korisnici mogu igrati samo kvalifikacije Evrope, Azije, Južne Amerike, i KONKAAF zone. Kako turniri nisu licencirani, kvalifikacije imaju dosta podudarnosti sa FIFA World Cup kvalifikacionim procesom .
- Ukršteni plej-of se koristi između južnoameričkih timova i timova Okeanije, a severnoamerički timovi se ukrštaju sa azijskim ekipama.
- U samoj igri se nalazi isti broj kvalifikanata za svaki region kao i u stvarnom Svetskom Prvenstvu, na primer 14 kvalifikanata iz Evrope.
- Kvalifikanti iz Južne Amerike su identični - 10 timova igraju dvokružno, a prvih 4 se kvalifikuju direktno dok peti učestvuje u unakrsnom plej-ofu.
- Kvalifikanti iz Severne Amerike su identični - 6 timova igraju dvokružno, prva 3 idu direktno dalje, a četvrti ulazi u unakrsni plej-of.

Odabir timova se može promeniti svaki put pre početka utakmice i može se takođe izabrati bilo koja nacija.
 The International Challenge mod je jedino moguće izabrati na PlayStation 2 i PC verziji PES-a 6. Xbox 360 i PSP verzije nemaju ovaj mod.

## Licence
Francuska Ligue 1 je po prvi put licencirana u ovoj seriji. Igra poseduje nekoliko potpuno licenciranih nacionalnih timova koji su učestvovali na 2006 FIFA World Cup.

## Platformske razlike
Treba napomenuti da je verzija za Xbox 360 siromašnija sa grafikom za dresove, i to je jedina verzija sa kompletno analognim izborom manualnog pasa lopte, takođe i sa više sofisticiranom fizikom lopte u odnosu na PS2 verziju i može se se reći da je to ultimativna verzija po samom gejmpleju za igrače iz onlajn zajednice koji i dalje drže ovu igricu u opticaju.

## Gejmplej
PES 6 nastavlja svoj život upravo zahvaljujući nenandmašnom gejmpleju koji i godinama kasnije i posle izlazaka različitih verzija PES-a opstaje do današnjih dana. Lagano upravljanje igračima uz neke neverovatne situacije gde sudija ne pokazuje ni faul posle pogibeljnih startova, isključuje druge igrače zbog bezazlenih startova i neke promašaje čitavog gola iz nezamislive blizine ili možda pogodak sa 30 i više metara je nešto zbog čega se ovakav gejmplej sviđa i dalje velikoj populaciji širom sveta.

## Onlajn zajednica
PES 6 je igra koja okuplja reprezentativan broj igrača sa svih kontinenata organizovanih u zajednice u Južnoj Africi, Brazilu, Rumuniji, Rusiji, Argentini, Holandiji, Bosni i Hercegovini, Hrvatskoj i Srbiji gde su članovi i igrači iz okolnih zemalja oformljeni kroz razna ligaška takmičenja kao što je na primer CTL- liga.

## Spoljašnje veze
- Winning Eleven: Pro Evolution Soccer 2007 на веб-сајту MobyGames (језик: енглески)
- Winning Eleven: Pro Evolution Soccer 2007 (Nintendo DS) на веб-сајту MobyGames (језик: енглески)